# Інокентій Ґізель
Іноке́нтій Ґі́зель (нім. Innozenz Giesel, 1600 (?) — 18 (28) листопада 1683) — український православний діяч німецького походження. Родом з социніанської пруської сім'ї. Вчений-богослов, філософ, історик. Священнослужитель Київської митрополії, архімандрит Києво-Печерського монастиря (1656–1683). Ймовірний автор «Київського Синопсиса», першого підручника з історії України.

## Життєпис
Походив зі Східної Пруссії. Прийняв постриг у чернецтво в м. Києві. Ймовірно, родич ректора Кисилинської академії, вченого-еллініста Євстафія Ґізеля.
Вивчав історію, богослов'я та юриспруденцію у Львівській єзуїтській колегії (за іншою версією — Замойській академії, Крулевецькій академії або Ростоцькому університеті).
Був одним з перших ректорів школи при Гощанському монастирі у першій половині XVII ст.
У 1642 р. закінчив Києво-Могилянську Колегію, згодом деякий час навчався за кордоном (імовірно — в Англії).
За дорученням православного київського митрополита Петра Могили керував Печерською друкарнею.
1645–1650 — професор і ректор (з 1646 р.) Києво-Могилянської Колегії, де читав курси філософії, психології та ін. Першим з відомих професорів Києво-Могилянської Колегії у лекціях висував тезу про незнищенність речовини.
З 1656 р. — після смерті Йосипа Тризни обирається архімандритом Києво-Печерської Лаври. Бувши архімандритом Києво-Печерської Лаври, боровся за незалежність Української православної церкви, яку активно поглинала Московська патріархія. Вважав підпорядкування Київської митрополії Московському патріархату неканонічним і гріховним діянням. У 1667 р. він разом з іншим київським духівництвом на бенкеті відмовився підняти чарку за здоров'я київського воєводи П. Шереметьєва і ставленика Москви гетьмана І. Брюховецького, назвавши останнього лиходієм.
Помер 1683 року. Новим архимандритом став Варлаам (Ясинський).

## Творчість
Ґізель був одним з найосвіченіших людей в Україні XVII століття. Вів публічні диспути з опонентами-католиками.
Брав активну участь у створенні «Києво-Печерського патерика» (1661) Ґізелю приписують авторство «Синопсиса» — першого нарису історії України. Автор полемічних творів, спрямованих проти унії та єзуїтів. У своїх розмірковуваннях Ґізель використовував філософську спадщину античності, патристики, схоластики, особливо другої; з новітніх вчених орієнтувався на ідеї Джироламо Кардано, Галілео Галілея, Миколая Коперника та ін.
Автор філософсько-богословських праць: «Твір про всю філософію» (1645–1647), «Мир з богом чоловіку» (1669) та полемічного трактату «Правдива віра» (1668).
У своїх творах Ґізель намагався, зокрема, визначити родовід слов'янських народів. Виданою його працею, яка може розглядатися як протосоціологічна є «Синопсис» (від грецького «огляд»), де він зокрема описував життя тогочасного суспільства. В іншій своїй праці «Про народ Роксоланський і його наріччя» цей філософ та історіограф характеризував українців як носіїв високої й оригінальної культури, які рано винайшли писемність і прийняли християнство.
Інокентій Гізель першим з відомих професорів Києво-Могилянської Колегії у лекціях висував тезу про незнищенність речовини, суттєво випередивши цим у нові часи Лавуазьє. Олена Апанович зазначає, що саме він "у лекціях висував тезу про незнищенність речовини". Тобто, за Апанович, Гізель уже в XVII ст. проговорював, що в закритій системі загальна кількість речовини незмінна (основа закону збереження маси);

## Думки відомих діячів про Інокентія Гізеля
- Лазар Баранович називав Гізеля за його розум «українським Аристотелем»[6].